# Fisiograf
Fisiograf bylo jedno z prvních stálych kin v Bratislavě. Poprvé bylo otevřeno 25. prosince 1906 na ulici Dezidera Szilágyho 6, Pressburg (později Langegasse, nyní ulice Panská 6). Zakladatelem a majitelem kina byl Raimund Riba se svou manželkou Annou Ribovou, rozenou Pokornou. V době vzniku kina existovalo v rámci Uherska asi 150 stálých kin. 
V roce 1906 podal majitel kina požadavek na město, aby mu byla účtována elektrická energie ve výhodnejší sazbě. Kinu byla přiznána levnější sazba jen na pohon promítacího stroje. Dne 25. května 1909 bylo založeno v kavárně New York v Budapešti "Krajinské sdružení uherských kinematografistů". Sdružení v té době zastupovalo 67 členu. V roce 1911 se majitel kina Raimund Riba stal členem tohoto sdružení. 
V období první světové války bylo v rámci Bratislavy provozováno 6 kín. Kino Fisiograf bylo provozováno až do začátku 30. let 20. století. Majitelé kina jsou pohřbení na Ondřejském hřbitově v Bratislavě.